# Bryoerythrophyllum obtusissimum
Bryoerythrophyllum obtusissimum là một loài Rêu trong họ Pottiaceae. Loài này được (Broth.) P.C. Chen mô tả khoa học đầu tiên năm 1941.